# Tjänstedirektivet
Tjänstedirektivet, eller direktiv 2006/123/EG, är ett europeiskt direktiv som reglerar etableringsfriheten för tjänsteleverantörer och den fria rörligheten för tjänster inom Europeiska unionen, en av de fyra friheterna. Det utfärdades av Europaparlamentet och Europeiska unionens råd den 12 december 2006, trädde i kraft den 28 december 2006 och skulle vara införlivat i medlemsstaternas nationella lagar och andra författningar senast den 28 december 2009.
Tjänstedirektivet fastställer en rad bestämmelser gällande tjänster inom unionen, däribland villkoren för tjänsteleverantörer att etablera sig i andra medlemsstater och deras rätt att tillhandahålla tjänster i andra medlemsstater än den där de är etablerade. Direktivet gäller endast i den mån det inte finns andra bestämmelser i unionsrätten som är mer specifika för en viss tjänsteverksamhet.
Tjänstedirektivet är tillämpligt inom hela Europeiska unionen. Därutöver är det även tillämpligt i Island, Liechtenstein och Norge genom EES-avtalet. Storbritannien omfattades av direktivet under en övergångsperiod fram till och med den 31 december 2020 i enlighet med avtalet om Storbritanniens utträde ur Europeiska unionen.

## Syfte och innehåll
Det övergripande syftet med tjänstedirektivet är att skapa tillväxt i tjänstesektorn genom att ta bort administrativt krångel, förkorta handläggningstider och underlätta för tjänsteföretagare att verka inom EU.
På EU:s inre marknad ska fri rörlighet över nationsgränserna gälla för varor, tjänster, kapital och arbetskraft. Detta kallas de fyra friheterna och tillhör EU:s grundprinciper. Men på tjänsteproduktionens område finns i praktiken åtskilliga hinder för detta. Tanken att minska dessa med ett tjänstedirektiv är en viktig del av den s.k. Lissabonstrategin för att öka den ekonomiska dynamiken i EU. Tjänsteproduktionen svarar för 70 procent av sysselsättningen och hälften av unionens samlade BNP men endast för en mindre del av det ekonomiska utbytet mellan EU-länderna. 

### Frits Bolkesteins förslag
Den första versionen av förslaget, som lades fram av den nederländske kommissionären Frits Bolkestein 2004, möttes av mycket stark kritik. Huvudregel var den s.k. ursprungslandsprincipen, vilken stipulerar att de regler som gäller i det land där ett tjänsteföretag har sitt säte ska äga tillämpning på dess verksamhet också i andra EU-länder. Kritikerna menade att detta får orimliga konsekvenser då det innebär att 27 EU-länders och 3 EES-länders regelverk ska tillämpas parallellt och samtidigt i varje land i hela EU- och EES-området.
Oron gällde framför allt den risk för social dumpning vad gäller arbetstagares villkor som kritikerna menade skulle bli följden. Det fanns också en rädsla för att direktivet skulle driva fram konkurrensutsättning och privatisering av sociala tjänster, som till exempel sjukvård och undervisning.
Kritiken kom först från fackliga organisationer, bl.a. från svenska LO och TCO som befarade att direktivet skulle försvaga det svenska kollektivavtalssystemet. Den europeiska fackliga samorganisationen (EFS, ETUC) avvisade förslaget under våren 2004. I samband med medlemsländernas ställningstagande till förslaget till ny konstitution för EU hamnade tjänstedirektivet i centrum för debatten i flera länder, bl.a. i Frankrike där uttrycket "den polske rörmokaren" blev något av ett slagord inför folkomröstningen. Under tryck av starka inhemska opinioner uttalade såväl den franska som den tyska regeringen under sommaren 2004 att de inte stödde det bolkesteinska förslaget. Redan tidigare hade den svenska regeringen meddelat att Sverige skulle använda sitt veto i ministerrådet för att stoppa förslagets kontroversiella delar. Därmed var förslaget i realiteten stoppat.

### Det antagna förslaget
Inom de två största grupperingarna i Europaparlamentet, de konservativa (EPP-ED) och socialisterna/socialdemokraterna (PES), fanns en stark önskan att komma ur dödläget med tjänstedirektivet, och arbetet med förslaget återupptogs i parlamentets utskott under hösten 2005. Det resulterade i en kompromiss mellan EPP-ED och PES om ett helt omarbetat förslag som Europaparlamentet godkände i februari 2006. Under våren 2006 ställde sig även EU-kommissionen och ministerrådet, med små justeringar, bakom kompromissförslaget till tjänstedirektiv som blivit slutligt fastställt hösten 2006.
I det nya förslaget är ursprungslandsprincipen utbytt mot en princip om rätt att bedriva verksamhet i hela EU- och EES-området för tjänsteföretag som är etablerade i något medlemsland. Arbetsrättsliga frågor är helt undantagna från direktivets rättskraft. Vad som definieras som allmännyttiga tjänster (till exempel sjukvård) är också undantaget, medan de medlemsländer som så vill kan välja att låta "tjänster av allmänekonomisk betydelse" (till exempel vattenförsörjning) omfattas av direktivet.
Kritik har riktats mot det nya förslaget från både höger och vänster. Från marknadsliberalt håll har framförts att kompromissen är tandlös och inte kommer att medföra någon större ökning av tjänstehandeln över gränserna, medan vänsteranhängare har pekat på oklarheter i gränsdragningen mellan vilka offentliga verksamheter som är undantagna och vilka som kan komma att omfattas. Fackföreningarna i de gamla EU-länderna var i huvudsak positiva, medan besvikna röster hördes från de nya medlemsländerna. Kompromissen mellan de två mäktigaste politiska grupperingar i Europa, de konservativa och socialisterna/socialdemokraterna innebar att förslaget kunde antas. Tjänstedirektivet är nu i kraft och ska vara implementerat i medlemsstaterna sen den 28 december 2009.
Den 10 januari 2017 lade den Europeiska kommissionen fram fyra förslag för att underlätta för tjänsteföretagen inom EU. 

## Territoriellt tillämpningsområde
Tjänstedirektivet omfattar alla Europeiska unionens medlemsstater. Senast den 28 december 2009 skulle direktivet vara införlivat i medlemsstaternas nationella lagar och andra författningar. Genom EES-avtalet omfattas även Island, Liechtenstein och Norge av direktivet. Storbritannien omfattades av direktivet under en övergångsperiod fram till och med den 31 december 2020 i enlighet med avtalet om Storbritanniens utträde ur Europeiska unionen. Schweiz omfattas inte eftersom tjänster inte omfattas av avtalen mellan Europeiska unionen och Schweiz.